# World Professional Muay Thai Federation
Die World Professional MuayThai Federation (WPMF) (thailändisch: สหพันธ์มวยไทยอาชีพโลก) ist ein Muay-Thai-Weltverband, der im Februar 2004 von der Professional Boxing Association of Thailand (PAT), dem offiziellen thailändischen Boxverband, gegründet wurde. Der WPMF soll den Muay Thai-Sport weltweit fördern und vermarkten sowie auf die Einhaltung der Regeln und Wahrung der Kultur des Sports achten.